# Scelidosaurus
A Scelidosaurus (nevének jelentése 'lábgyík', az ógörög σκελος / szkelosz, 'láb' és σαυρος / szaürosz 'gyík' szavak összetételéből) a négy lábon járó, növényevő ankylosaurus dinoszauruszok egyik könnyen páncélozott neme, amely a kora jura kor hettangi–sinemuri korszakai idején, mintegy 208–194 millió évvel ezelőtt élt. A testhossza körülbelül 4 méter lehetett. A fosszíliáit Angliában és az egyesült államokbeli Arizonában is megtalálták. A Scelidosaurust a legkorábbi, teljes csontváz alapján ismert dinoszauruszként tartják számon. Ez a nem és rokonai három kontinensen is megtalálhatók.
Az összehasonlító anatómus Richard Owen 1859-ben leírást készített a Scelidosaurusról. Napjainkban csak egyetlen faj, a S. harrisonii számít érvényesnek, bár az évek során többet is ehhez a nemhez kapcsoltak. A legkezdetlegesebb thyreophorák egyikeként, a Scelidosaurus alrenden belüli elhelyezkedése közel 150 éve viták tárgyát képezi. Ezen a helyzeten a legközelebbi rokonairól rendelkezésre álló csekély tudás sem segít.

## Anatómia
A teljesen kifejlett Scelidosaurus a legtöbb dinoszauruszhoz képest kicsi volt. Az egyes tudósok által 4 méter hosszúra becsült állat négy lábon járt, a hátsó lábai jóval hosszabbak voltak, mint a mellsők. A fák lombjainak eléréséhez a hátsó lábaira állhatott, de az a tény, hogy a mellső lábfejei a hátsókhoz hasonló méretűek voltak arra utal, hogy többnyire négy lábon tartózkodott. A Scelidosaurusnak négy lábujja volt, melyek közül a legbelső volt a legkisebb.

### Koponya

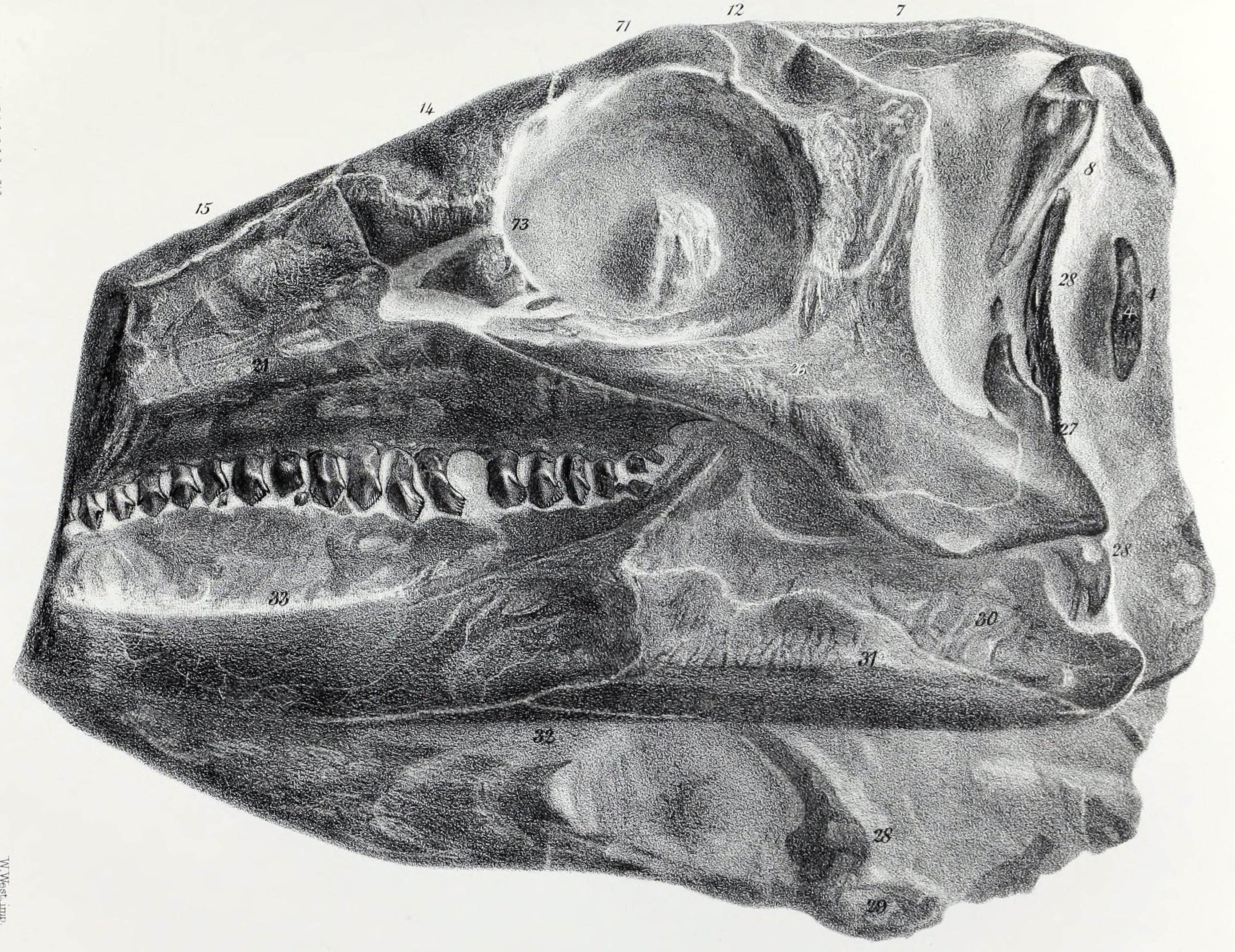
Egy Richard Owen által készített rajz egy hiányos Scelidosaurus koponyáról

A későbbi ankylosaurusoktól eltérően a koponya alacsony és háromszögletű, a hosszúsága nagyobb, mint a szélessége, a kezdetleges madármedencéjűekére hasonlít. A Scelidosaurus feje kicsi volt, a nyaka pedig hosszabbra nőtt, mint a legtöbb páncélos dinoszauruszé.
A többi thyreophorához hasonlóan a Scelidosaurus növényevő volt, és a növények darabolására szolgáló kis, levél formájú pofafogakkal rendelkezett. A Scelidosaurus az elképzelés szerint a le-fel mozgó állcsontok és az egymásra helyeződő pontszerű nyomást okozó fogak rendszerének segítségével táplálkozott. A későbbi ankylosaurusoktól eltérően a Scelidosaurus koponyája még öt pár nyílással (fenestrae-vel) volt ellátva, ami a kezdetleges madármedencéjűeknél is megfigyelhető, a fogai pedig még inkább levélformájúak voltak, mint a későbbi páncélos dinoszauruszok fogai.

### Páncélzat

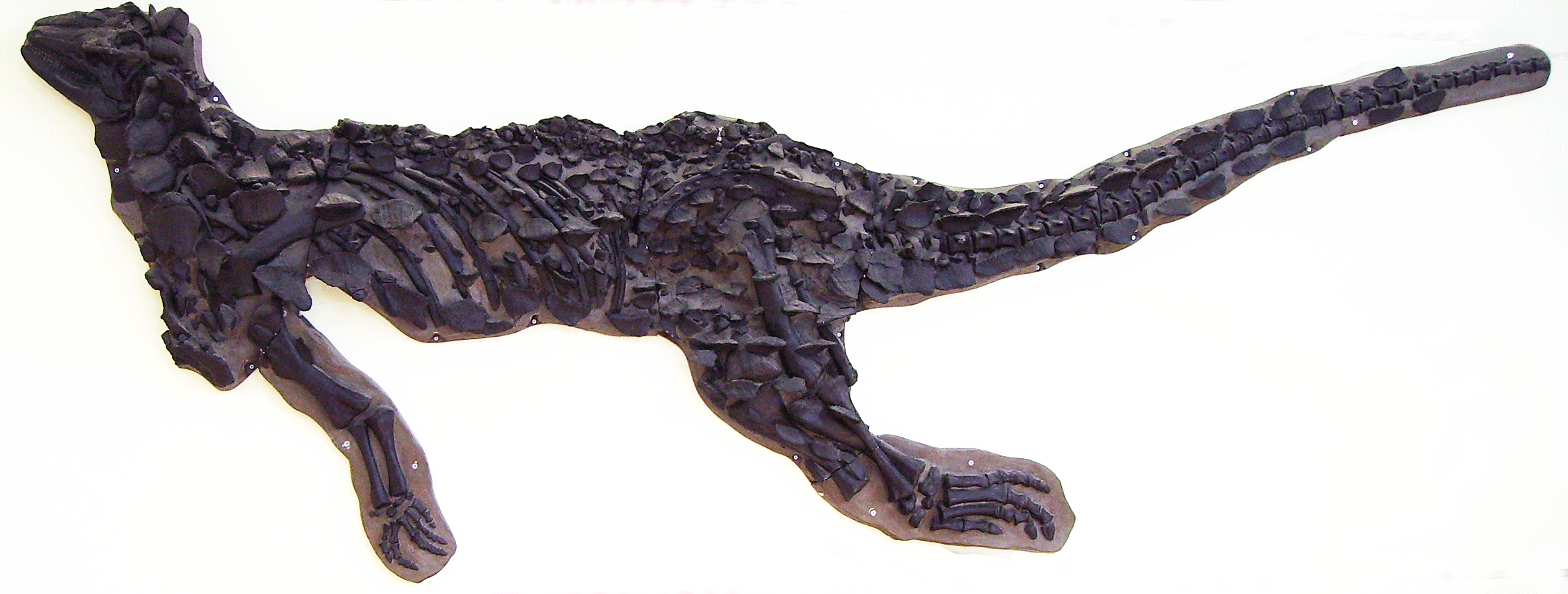
A Charmouth Heritage Coast Centre gyűjteményébe tartozó majdnem teljes Scelidosaurus csontváz, ami a csontos lemezek fosszíliáival együtt őrződött meg

A Scelidosaurus legsajátosabb jellemzője a bőrbe ágyazódott csontos lemezekből álló páncélzat. Ezek a bőrcsontok párhuzamos sorokban helyezkedtek el az állat törzse mentén. Bőrcsontok találhatók a krokodilok, az övesállatok és egyes gyíkok bőrében is. Többféle méretben és formában is léteznek; a legtöbbjük kisméretű, lapos lemez, de vastagabb változatok is előfordulnak. A bőrcsontok általában vízszintes sorokba rendeződtek az állat nyakán, hátán és csípőjén, a végtagjain és a farkán pedig kisebb darabok helyezkedtek el. Az oldalsó bőrcsontok kúp alakúak, nem pengeszerűek, mint a Scutellosauruséi, és a nem azonosítására szolgáltak. Emellett a fej mögött egy pár egyedi, háromágú tüske található. A későbbi ankylosaurusokhoz viszonyítva a Scelidosaurus könnyű páncélzattal rendelkezett.
Fosszilizálódott bőrlenyomatokat is felfedeztek. A Scelidosaurus bőrcsontjai között a giláéhoz hasonló kerek pikkelyek helyezkedtek el. A nagyobb bőrcsontok között kisebb (5–10 milliméteres) lapos szemcsék voltak a bőr belsejében. A későbbi ankylosaurusoknál ezek a kis bőrcsontok nagyobbakká válhattak, összeforrva a bőrcsont lemezzel, ahogyan az az olyan nemek esetében is látható, mint az Ankylosaurus.

### Táplálkozás
A Scelidosaurus és jura időszaki rokonai növényevők voltak. Míg más madármedencéjűek növényi anyagok megőrlésére szolgáló fogakkal rendelkeztek, addig a Scelidosaurus fogai kicsik, kevésbé összetettek voltak, állkapcsa pedig csak le-fel mozgásra volt képes. Ebből a szempontból a szintén kezdetleges fogakkal és állcsontokkal ellátott stegosaurusokra hasonlítottak. Emellett a stegosaurusokhoz, valamint a krokodilokhoz és a modern madarakhoz hasonlóan (a rágás képességének hiánya miatt) gasztrolitokat nyeltek az élelem feldolgozásának elősegítésére. Az étrendjük leveles növényekből vagy gyümölcsökből állt, ugyanis a fűfélék csak a kréta időszak végén fejlődtek ki, miután a Scelidosaurus már kihalt.

## Osztályozás
A Scelidosaurus madármedencéjű volt, és változóan ankylosaurusként, illetve stegosaurusként sorolták be. A vita még nem zárult le; jelenleg úgy tartják, hogy valamivel közelebb áll az ankylosaurusokhoz, mint a stegosaurusokhoz, és ennek folytán igazi ankylosaurus volt, vagy az ankylosaurus-stegosaurus szétválás bazális képviselője. A stegosaurusként való besorolást jelenleg nem támogatják, de a régebbi dinoszauruszokról szóló könyvekben még megtalálható. Ankylosaurusként való besorolása ellenére a Scelidosaurus a Stegosaurusszal közös tulajdonságokkal, például nehéz, a csípő felé magasodó törzzsel és a háta mentén elhelyezett csontos lemezekkel rendelkezett.
A Scelidosaurustól származik az ankylosaurusok és stegosaurusok őséhez közel álló kezdetleges madármedencéjűek csoportja, a Scelidosauridae család neve. A Scelidosaurus mellett a klád további tagjai közé tartozik a Bienosaurus és a feltételezés szerint a Scutellosaurus is. A csoportot Edward Drinker Cope hozta létre 1869-ben, 2001-ben pedig a Scelidosaurus rokonságába tartozó Bienosaurus tanulmányozását követően Dong Zhiming (Tung Cse-ming) vette újra használatba. A scelidosauridák a kora jura kori formációkban találhatók meg, és a késő jura korig fennmaradhattak. Fosszíliáik Kína, Anglia és az egyesült államokbeli Arizona területéről kerültek elő. Egyes őslénykutatók szerint a Scelidosauridae parafiletikus csoport, de Michael J. Benton (2004-ben) monofiletikusnak minősítette.
A Scelidosaurusnál bazálisabb thyreophorák fosszilis rekordja szórványos. A Scutellosaurusnál kezdetlegesebb, fakultatív módon két lábon járó nemre Arizonában is rátaláltak. Franciaországban egy 195 millió évvel ezelőtt élt, feltételezett korai páncélos dinoszaurusz lábnyomait fedezték fel. E kezdetleges thyreophorák ősei a Lesothosaurushoz hasonló korai madármedencéjűekből fejlődtek ki a késő triász kor során.

### Fajok
A S. harrisonii, melyről Owen készített leírást, jelenleg az egyetlen elismert faj, amely több majdnem teljes csontváz alapján ismert. A sinemuri korszakban keletkezett Lufeng-formáció alsó részéről egy második faj is előkerült. A S. oehlerit David J. Simmons 1965-ben egy új nem, a Tatisaurus tagjaként írta le. Ezt a fajt 1996-ban Spencer G. Lucas a Scelidosaurus nembe sorolta át. Mivel a fajok töredékesen ismertek, ezt az áthelyezést nem fogadták el, és a S. oehlerit jelenleg ismét Tatisaurus néven tartják számon.

## A felfedezés története

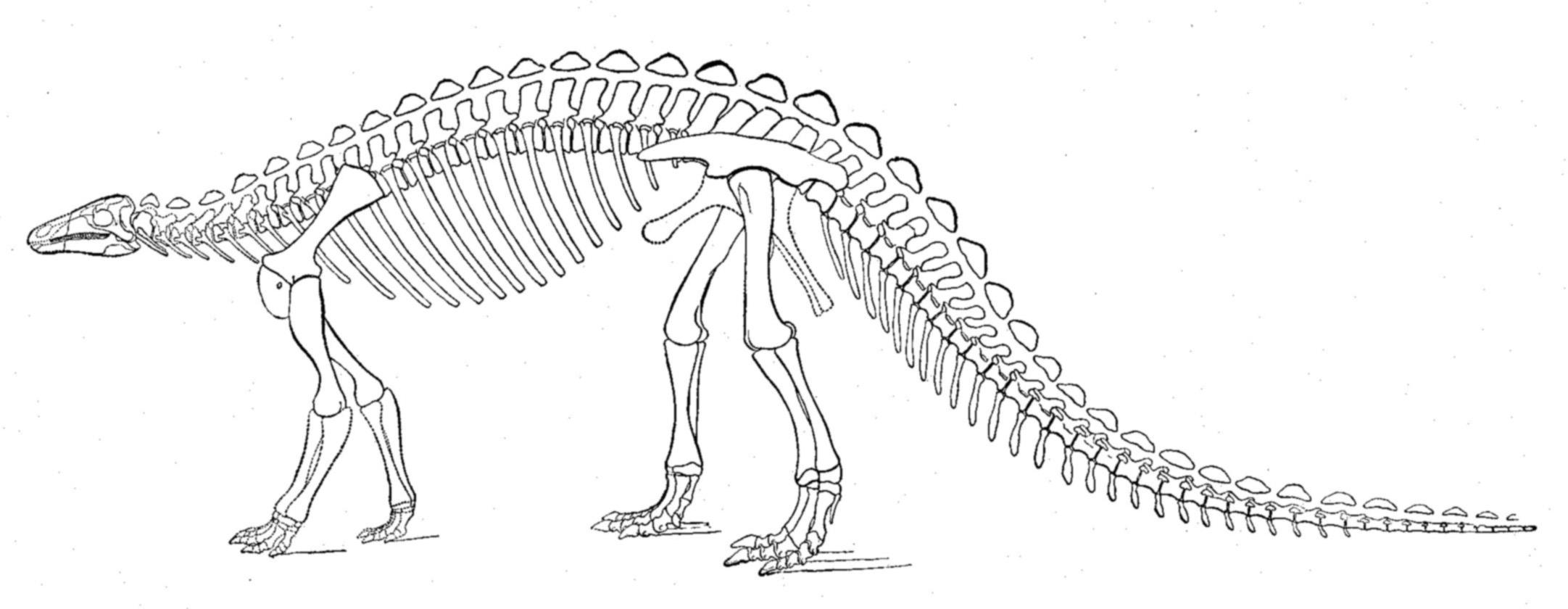
A Scelidosaurus harrisonii csontvázának O.C. Marsh által készített rekonstrukciója

1858-ban a charmouthi James Harrison az angliai (Charmouth és Lyme Regis közötti) Black Ven szirtjeinél, feltehetően a cementgyártáshoz szükséges nyersanyagok utáni kutatás közben rátalált néhány töredékes lábcsont fosszíliára. A leleteket elküldte a Természetrajzi Múzeum (Natural History Museum, korábbi nevén British Museum (Natural History)) professzorának Sir Richard Owennek. Ezek a későbbiekben az ugyanott talált egyéb maradványokkal együtt majdnem a teljes csontvázat megmutatták. A Scelidosaurust Owen 1859-ben nevezte el; azonban a teljes leírása csak 1863-ban jelent meg. Sajnálatos módon a Scelidosaurus leletanyaga összekeveredett egy theropoda dinoszaurusz hiányos maradványaival, amire csak 1968-ban derült fény. 1888-ban a Scelidosaurus egyik térdízületét Richard Lydekker az állat lektotípusaként jelölte meg.
A Scelidosaurus rejtélyes fosszíliái a nem osztályozásával kapcsolatban sok éven át vitákat váltottak ki. Karl Alfred von Zittel (1902-ben), William E. Swinton (1934-ben), valamint Robert M. Appleby és szerzőtársai (1967-ben) a nemet stegosaurusként azonosították. Egy 1968-as cikkben, Alfred S. Romer kijelentette, hogy az állat ankylosaurus volt. 1977-ben a Queenslandi Egyetem őslénykutatója, Richard Thulborn a Scelidosaurust megkísérelte a Tenontosaurushoz vagy az Iguanodonhoz hasonló ornithopodaként átsorolni. Thulborn azt állította, hogy a Scelidosaurus könnyű felépítésű, a futáshoz alkalmazkodott két lábon járó dinoszaurusz volt. Thulborn 1977-es, a nemmel kapcsolatos elméletét később elvetették.
1968-ban Bernard H. Newman a térdízület Lydekker által lektotípusként való megjelölését hivatalosan visszavonatta a Nemzetközi Zoológiai Nomenklatúra Bizottsággal, mivel a lelet egy megalosauridához tartozott. 1995-ben Samuel Welles és szerzőtársai a combcsontból és egy részleges sípcsontból álló fosszíliát nem hivatalosan átsorolták a „Merosaurus” nembe.
1989-ben a Kayenta-formációban (a Glen Canyon-csoportban) Észak-Arizonában talált és a Scelidosaurus bőrcsontjaiként azonosított maradványok alapján megállapították, hogy az adott kőzetréteg körülbelül 200 millió éves. Ezek a bőrcsontok geológiai összeköttetést teremtenek az arizonai Glen Canyon és Európa között, ahol a Scelidosaurus maradványait már korábban felfedezték. Egyes tudósok azonban vitatják, hogy a maradványok a Scelidosaurustól származnak.
2000-ben David M. Martill és szerzőtársai bejelentették, hogy az egyik Scelidosaurus példányban megőrződött lágy szövetre bukkantak. A fosszília nyolc farokcsigolyából áll, amelyek egy olyan karbonát agyagkő lemezből kerültek elő, ami a késő hettangi alkorszak és a sinemuri korszak között keletkezett. A fosszília egy része úgy őrződött meg, hogy a csigolya körüli lágy szövet lenyomata látható maradt, emellett pedig egy bőrcsontok feletti bőrréteg is megjelenik. A szerzők arra következtettek, hogy az összes bazális páncélos dinoszaurusz bőrcsontjait kemény, valószínűleg elszarusodott bőrréteg borította.

## Popkulturális hatás

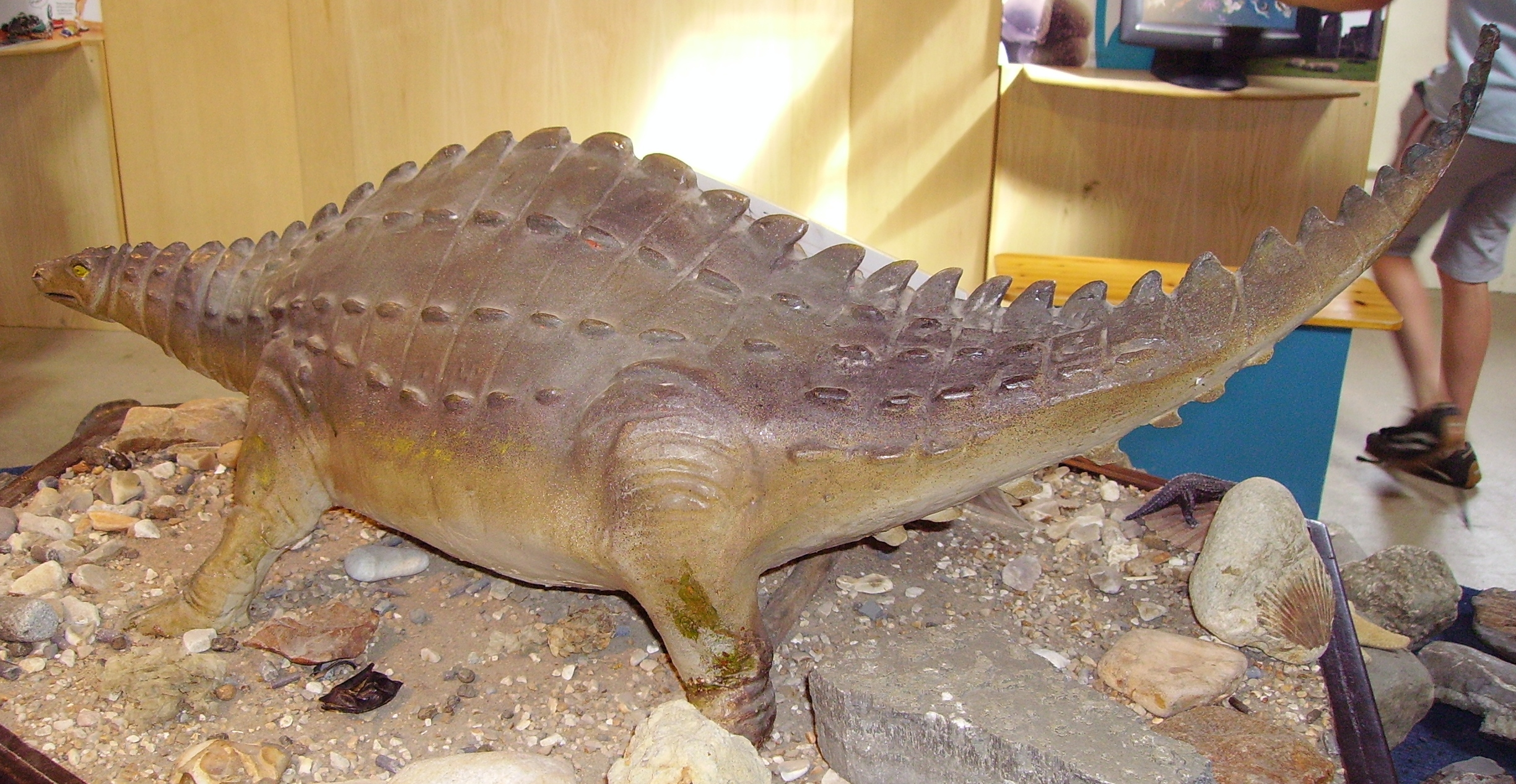
A Scelidosaurus harrisonii modellje a Charmouth Heritage Coast Centre épületében

Bár az Scelidosaurus majdnem olyan jól ismert, mint testvértaxonjai, az Ankylosaurus és a Stegosaurus, mégis ritkán tűnik fel a médiában. Szerepel a Jurassic Park III: Park Builder című videójátékban, melyben a játékos a dinoszauruszokat, köztük a Scelidosaurust gondozhatja. Ez a dinoszaurusz az angliai Charmouthban álló Charmouth Heritage Coast Centre fő kiállításának részét képezi. A központban megtalálható a Scelidosaurus modellje és a környéken talált fosszíliáinak másolata. A Harry and His Bucket Full of Dinosaurs című gyermekműsorban szerepel egy Sid nevű Scelidosaurus, aki Harry egyik dinoszaurusz barátja.

## Fordítás
- Ez a szócikk részben vagy egészben a Scelidosaurus című angol Wikipédia-szócikk ezen változatának fordításán alapul.  Az eredeti cikk szerkesztőit annak laptörténete sorolja fel. Ez a jelzés csupán a megfogalmazás eredetét és a szerzői jogokat jelzi, nem szolgál a cikkben szereplő információk forrásmegjelöléseként.